# سیارک ۱۵۴۶۵
سیارک ۱۵۴۶۵ (به انگلیسی: 15465 Buchroeder، نامگذاری:1999AZ5) پانزده هزار و چهارصد و شصت و پنجمین سیارک کشف شده‌است که در ۱۵ ژانویه ۱۹۹۹ کشف شد.
قدر مطلق سیارک برابر ۲۱.۴ است.